# Diocesi di Isola
La diocesi di Isola (in latino: Dioecesis Insulana) è una diocesi soppressa e sede titolare della Chiesa cattolica.

## Territorio
La diocesi comprendeva la città costiera di Isola, l'odierna Isola di Capo Rizzuto, ed il territorio circostante. Confinava ad est con la diocesi di Crotone, ad ovest con quella di Belcastro, a nord con l'arcidiocesi di Santa Severina e a sud con il mare.
Cattedrale era la chiesa dedicata a Santa Maria Assunta, nella quale erano conservate diverse preziose reliquie, fatte trasferire all'epoca di papa Gregorio XIII; la cattedrale era anche l'unica parrocchia della città episcopale.
Secondo Pesavento, durante il Medioevo, oltre alla città di Isola, la diocesi abbracciava gli abitati di Tacina, Castellorum Maris, Massanova e San Pietro di Tripani. Alla fine del Settecento la diocesi era costituita da due soli borghi, Isola e Le Castella, e dalle parrocchie di Isola, Le Castella, Sant'Anna, Forgiana e San Leonardo.

## Storia
La diocesi di Isola è stata eretta nel IX secolo e storicamente fu sempre suffraganea dell'arcidiocesi di Santa Severina. Compare per la prima volta nella Notitia Episcopatuum del patriarcato di Costantinopoli, redatta all'epoca dell'imperatore Leone VI e databile all'inizio del X secolo.
Fino alla conquista normanna della Calabria a metà dell'XI secolo, la diocesi era sottomessa al patriarcato di Costantinopoli, ed il rito liturgico in uso era quello greco; tuttavia ancora nella seconda metà del XIV secolo la diocesi era retta da vescovi greci, segno che la liturgia in greco era ancora largamente diffusa in quell'epoca.
I Normanni confermarono ai vescovi di Isola i beni e i privilegi della loro antica sede e ricostruirono la cattedrale, che si presentava «diruta, lacerata et deserta». Le concessioni fatte dai re normanni ai vescovi di Isola furono confermate da papa Eugenio III nel 1149, quando la diocesi passò definitivamente sotto la tutela dei papi, e ancora nel 1175 da Alessandro III.
Nel territorio diocesano avevano possedimenti alcune grandi abbazie calabresi: Santa Maria del Patire, Santa Maria di Corazzo, Santa Maria del Carrà, San Nicola di Forgiano, San Nicola delli Maglioli, San Leonardo e Santo Stefano. Ogni anno, nel giorno della festa patronale dell'Assunta il 15 agosto, gli abati avevano l'obbligo di presenziare alla cerimonia liturgica in cattedrale.
Incerta è la cronotassi dei primi vescovi, per la presenza di prelati menzionati in documenti spuri, o appartenenti in realtà ad altre diocesi. Così è, per esempio, per il primo vescovo riportato nella sua Italia sacra da Ferdinando Ughelli, tale Arenulfus, che prese parte al concilio di Pavia del 1046; questi era in realtà vescovo di Fiesole e non di Isola. Altri vescovi del XII secolo (Vurnaro, Luca, Tasimeo, Teodoro) apparirebbero, secondo Paul Kehr, in documenti spuri e pubblicati sotto il titolo di Privilegia sacri episcopatus civitatis Insulae.
Primo vescovo certo di Isola, vissuto tra l'XI e il XII secolo, è stato Luca di Melicuccà, famoso per la santità della sua vita, per i prodigi operati e per il fervore apostolico verso i suoi fedeli. Tra i vescovi più noti di Isola ci fu Annibale Caracciolo, che governò la diocesi per oltre quarant'anni alla fine del XVI secolo. A lui si deve la ricostruzione della cattedrale, distrutta da frequenti incursioni turche, con la dotazione di ricche suppellettili e di reliquie; e l'istituzione del seminario diocesano, su istanza delle decisioni del concilio di Trento, al cui mantenimento dovevano sovvenire gli abati della diocesi.
Alla morte del Caracciolo iniziò un lungo periodo di crisi e di decadenza, causato da terremoti, malarie e frequenti incursioni turche. La precaria situazione è ben descritta dal vescovo Antonio Celli (1641-1645), nella sua relazione alla Santa Sede in occasione della visita ad limina: «Isola, spopolata e povera, dove pochi arrivano alla vecchiaia, giace in mezzo alle paludi e alle selve ed è esposta alle continue razzie dei pirati e alle rapacità dei feudatari. Le proprietà della chiesa sono state in gran parte usurpate, quelle rimaste sono incolte e gravate di pensioni. La vecchia e malridotta cattedrale è attorniata da estesi e micidiali acquitrini per la cui bonifica occorrono grandi spese». Spesso i vescovi non risiedevano in diocesi, e se lo facevano, morivano dopo pochissimi anni. Dal 1605 al 1655 si susseguirono sulla cattedra isolana 13 vescovi, alcuni dei quali morti dopo pochi mesi di governo.
La decadenza della diocesi e l'impoverimento della mensa vescovile, portarono alla sua soppressione il 27 giugno 1818 con la bolla De utiliori di papa Pio VII; il suo territorio fu incorporato in quello della diocesi di Crotone.
Dal 1968 Isola è annoverata tra le sedi vescovili titolari della Chiesa cattolica; dal 12 dicembre 2019 il vescovo titolare è Giorgio Barbetta Manzocchi, vescovo ausiliare di Huari.

## Cronotassi dei vescovi
- Arnolfo (Arenulfus) ? † (menzionato nel 1046)
- San Luca † (1092 - 10 dicembre 1114 deceduto)
- Giovanni I † (menzionato nel 1128)
- Vurnaro ? † (menzionato nel 1149)
- Luca ? † (menzionato nel 1149)
- Tasimeo ? † (menzionato nel 1149)
- Teodoro ? † (menzionato nel 1175)
- Pietro I † (menzionato nel 1179)
- Anonimo † (menzionato nel 1200)
- Anonimo † (menzionato nel 1206)
- Anonimo † (menzionato nel 1215)[7]
- Anonimo † (menzionato nel 1256)
- Anonimo † (prima del 1274 - dopo il 1280)
- Riccardo † (prima del 1283 - dopo il 1296)[8]
- Stefano ? † (menzionato nel 1295)
- Ilario † (menzionato nel 1297)
- Pietro II † (prima del 1321 - dopo il 1322)
- Francesco † (circa 1340 - 1349 deceduto)
- Pietro da Crotone † (7 ottobre 1349 - ? deceduto)
- Costantino † (1363 - ? deceduto)
- Pietro Amuloya † (1388 - 7 aprile 1421 nominato vescovo di Catanzaro)
- Antonio De Rossi † (4 gennaio 1402 - 2 ottobre 1402 nominato vescovo di Isernia)
  - Gualtiero, O.P. † (11 gennaio 1413 - ? deceduto) (antivescovo)
  - Francesco † (14 gennaio 1422 - 8 ottobre 1425 dimesso) (amministratore apostolico)
- Nicola Aletti † (8 ottobre 1425 - 1437 deceduto)
- Crucheto, O.F.M. † (26 agosto 1437 - 27 gennaio 1444 nominato vescovo di Crotone)
- Nicola Antoni † (24 settembre 1445 - 1445 dimesso)
- Martino † (circa 1446 - 28 maggio 1451 nominato vescovo di Martirano)
- Benedetto † (28 maggio 1451 - 23 luglio 1451 nominato vescovo di Dragonara)
- Giovanni II † (23 luglio 1451 - 1479 deceduto)
- Bonadì Negroni † (4 giugno 1479 - ? deceduto)
- Angelo Castalsi † (28 febbraio 1488 - 1508 deceduto)
- Cesare Lambertini † (22 settembre 1508 - 8 giugno 1545 dimesso)
- Tommaso Lambertini † (8 giugno 1545 succeduto - 1550 deceduto)
- Onorato Fascitelli, O.S.B. † (30 gennaio 1551 - 1562 dimesso)
- Annibale Caracciolo † (4 maggio 1562 - 1605 deceduto)
- Scipione Montalegre † (1605 succeduto - 1609 deceduto)
- Girolamo Palazzuoli † (11 gennaio 1610 - 1614 deceduto)
- Andrea Giustiniani, O.P. † (24 novembre 1614 - 27 novembre 1617 deceduto)
- Giovanni Antonio Massimo † (12 febbraio 1618 - febbraio 1622 deceduto)
- Ascanio Castagna † (8 agosto 1622 - 16 dicembre 1627 deceduto)
- Alessandro Bichi † (5 maggio 1628 - 9 settembre 1630 nominato vescovo di Carpentras)
- Francesco Bibilia † (8 gennaio 1631 - 1634 deceduto)
- Martino Alfieri † (21 agosto 1634 - 11 aprile 1639 nominato arcivescovo di Cosenza)
- Giuliano Viviani † (2 maggio 1639 - novembre 1640 deceduto)
- Antonio Celli, O.P. † (16 settembre 1641 - 1645 deceduto)
- Domenico Carnevale † (19 febbraio 1646 - dicembre 1646 deceduto)
- Giovanni Battista Morra † (1º luglio 1647 - ottobre 1648 deceduto)
- Giovanni Francesco Ferrari † (2 maggio 1650 - 1655 deceduto)
- Carlo Rossi † (1º settembre 1655 - 9 settembre 1679 deceduto)
- Francesco Megale † (27 novembre 1679 - 4 novembre 1681 deceduto)
- Francesco Marini † (25 maggio 1682 - ottobre 1715 deceduto)
- Domenico Votta † (20 dicembre 1717 - giugno 1722 deceduto)
- Pierluigi del Mayo † (23 settembre 1722 - 2 aprile 1749 dimesso)
- Giuseppe Lancellotti, O.F.M.Conv. † (5 maggio 1749 - 18 gennaio 1766 deceduto)
- Michelangelo Monticelli † (21 luglio 1766 - 15 maggio 1798 deceduto)
  - Sede vacante (1798-1818)
  - Sede soppressa

## Cronotassi dei vescovi titolari
- Eduardo André Muaca † (4 marzo 1970 - 25 settembre 1973 nominato vescovo di Malanje)
- Iván Pálos † (7 gennaio 1975 - 28 marzo 1987 deceduto)
- Marian Kazimierz Zimałek † (29 aprile 1987 - 12 novembre 2008 deceduto)
- Jorge Alberto Cavazos Arizpe (7 gennaio 2009 - 2 aprile 2016 nominato vescovo di San Juan de los Lagos)
- Enrique José Parravano Marino, S.D.B. (27 aprile 2016 - 19 luglio 2019 nominato vescovo di Maracay)
- Giorgio Barbetta Manzocchi, dal 12 dicembre 2019